# Christoph Mattner
Christoph Mattner († Januar 2015 in Nizza) war ein deutscher Drehbuchautor und Filmproduzent.

## Filmografie (Auswahl)

### Als Drehbuchautor
- 1984: Das Rätsel der Sandbank (TV-Serie)
- 1988: Geisterwald (TV-Mehrteiler)
- 1988: Neapel sehen und erben
- 2002: Vater braucht eine Frau
- 2003: Das verräterische Collier
- 2007: Oh Tannenbaum

### Als Produzent
- 1981: Elisabeths Kind
- 1982: Die Leidenschaftlichen
- 1985: Betrogen
- 1989: African Timber